# Dimitri-Pokrowski-Ensemble

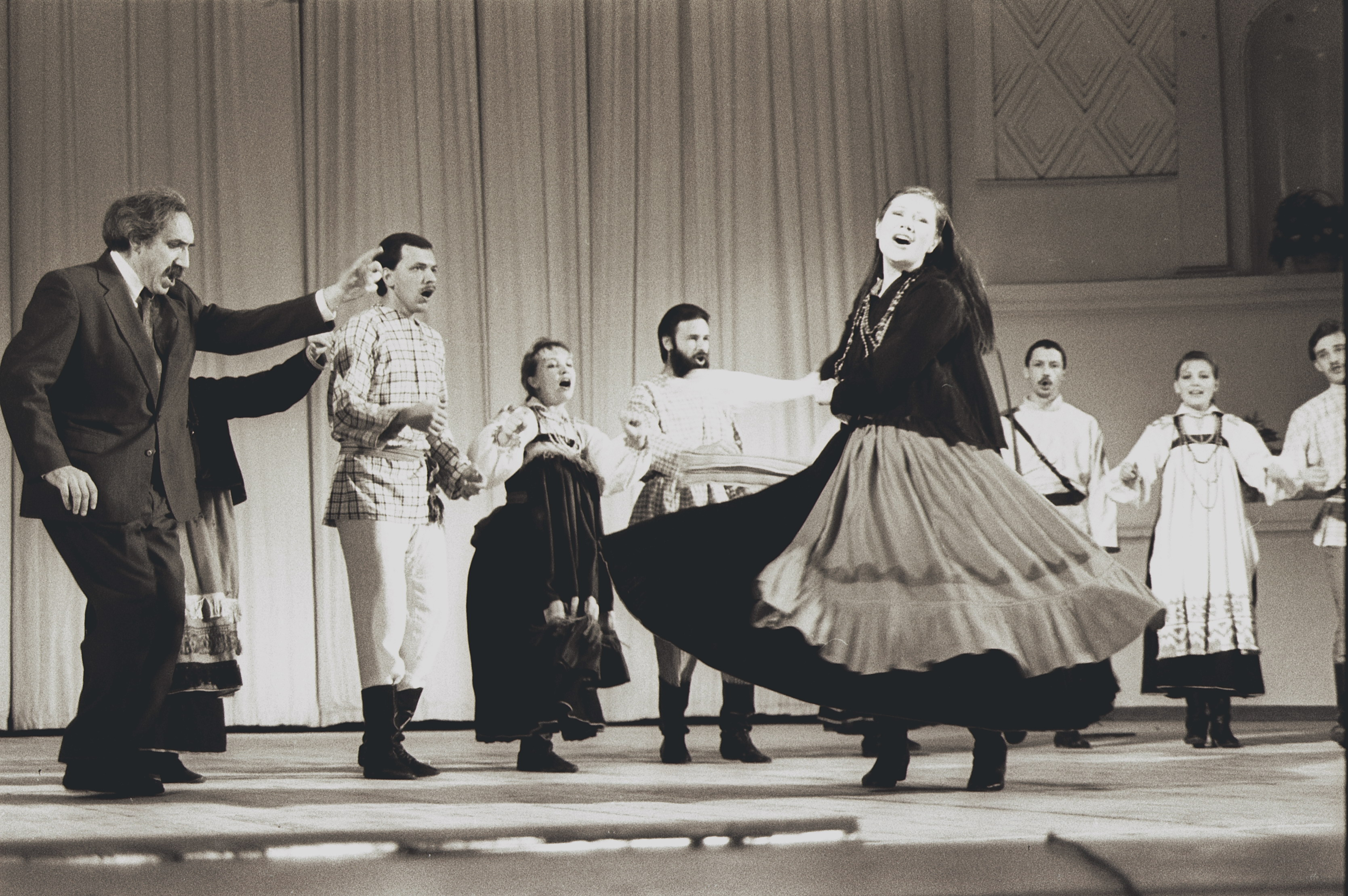
Dimitri-Pokrowski-Ensemble (1992)

Das Dimitri-Pokrowski-Ensemble (russisch Ансамбль Дмитрия Покровского Ansambl Dmitrija Pokrowskowo) ist eine russische Chor- und Tanz-Formation. Das Ensemble widmet sich seit 1973 der Aufbereitung traditionellen russischen Liedguts und hat seither zahlreiche Schallplatten und CDs veröffentlicht.

## Biografie
Gegründet wurde das Ensemble 1973 durch den Moskauer Musiker und Musikwissenschaftler Dimitri Pokrowski. Entstehungsgrund war Pokrowskis Beobachtung, dass das traditionelle russische Liedgut mit seinen zahlreichen lokalen Varianten mehr und mehr in Vergessenheit zu geraten drohte. Beeindruckt von der ungewöhnlichen Dichte und Kraft der alten Dorfmusiken, formierte er zusammen mit jungen Berufsmusikern und Ethnologen das Dimitri-Pokrowski-Ensemble. Ziel des Ensembles war es, die alten Tradition zu konservieren und auf einer zeitgemäßen Ebene fortzuführen. Die Aktivitäten waren mehrgestaltig. Zum einen führten Pokrowski und seine Kollegen umfangreiche Feldstudien durch. Ziel dieser Studien war das möglichst authentische Erfassen der unterschiedlichen folkloristischen Traditionen. Zu diesem Zweck zogen Musiker des Ensembles aus in die Dörfer. Zum Teil lebten sie zeitweilig in der entsprechenden Dorfgemeinschaft. Hauptschwerpunkt des Ensembles war das Einstudieren, Einspielen und Aufführen der Musik selbst. Um eine möglichst hohe Authentizität zu gewährleisten, verwendete das Ensemble bei Auftritten und Tanzvorführungen die traditionellen Trachten der jeweiligen Regionen. Das Repertoire wuchs im Lauf der Jahre auf mehr als 1000 Lieder an: religiöse Hymnen, Spott- und Hochzeitslieder, traditionelle Tänze, aber auch Kompositionen moderner Autoren.
Offizielle Anerkennung erfuhr das Ensemble seitens Michail Gorbatschows. Nachdem die Arbeit des Ensembles während der Breschnew-Ära relativ unbeachtet geblieben war, bedachte er Dimitri Pokrowski und sein Ensemble 1988 mit einer Auszeichnung zur Förderung der russischen Kultur. In der internationalen Ethnomusik-Szene genießt das Ensemble einen herausragenden Ruf. Die Gruppe führte zahlreiche Tourneen im In- und Ausland durch. Sie absolvierte zahlreiche TV-Auftritte und war Gast auf Festivals sowie in großen Konzerthäusern wie der New Yorker Carnegie Hall, der Moskauer Tschaikowski-Konzerthalle sowie der Berliner Philharmonie. Chorleiter Pokrowski hielt unter anderem Vorlesungen am US-amerikanischen Smithsonian Institute sowie der Princeton University. Darüber hinaus schrieb er Vorlagen für Filmmusiken und arbeitete als musikalischer Leiter in verschiedenen Theatern. Dimitri Pokrowski beschreibt den Background seines Ensembles wie folgt: „Wir begannen als Sammler von Volksliedern. Wir reisten durch ganz Russland, vor allem zu den kleinen Dörfern und ländlichen Gebieten, in denen die Landwirtschaft, die Lieder und die Bräuche die gleichen geblieben sind wie seit vielen, vielen Jahren. Wir wurden einerseits zu einer lebendigen Bibliothek, andererseits zu einer Art kulturellem Labor. Der große russische Komponist des 19. Jahrhunderts, Mikhail Glinka, sagte: ‚Lieder sind die Seele der Nation.‘ Wir möchten diese Lieder mit Ihnen teilen – als eine Art Fenster in die russische Seele.“
Das Dimitri-Pokrowski-Ensemble beteiligte sich 1993 mit den Titeln Pine Tree und On The Street an dem von Peter Gabriel initiierten Kompilations-Album Plus from Us, bei dem sich einige an dem Gabriel-Album Us von 1992 beteiligte Musiker mit eigenen Arbeiten vorstellen konnten.
Chorgründer Dimitri Pokrowski starb am 29. Juni 1996 in Moskau. Das Ensemble selbst setzte seine Arbeit fort; 2008 war es auf zwei Auftritten in Deutschland zu sehen (Hamburg und Kiel). 2011 bestand die Formation aus folgenden Sängerinnen und Sängern: Svetlana Dorokhova, Marina Cherkashina, Vladimir Korolev, Maria Nefedova, Andrey Samsonov, Irina Shishkina, Svetlana Sorokina-Subbotina, Mikhail Stepanich, Alexey Tabatchikov und Olga Yukecheva.

## Diskografie (Auswahl)
- 1978: Russian Polyphony (Melodija Records)
- 1988: Earthbeat (Living Music Records)
- 1990: Faces of Russia (Trikont)
- 1991: The Wild Field (Virgin Records)
- 1994: Strawinsky: Les Noces (Elektra / Nonesuch Records)
- 1997: To Drive the Dark Away (Revels Records)